# Tathra mungarina
Tathra mungarina är en insektsart som beskrevs av Otte, D. och R.D. Alexander 1983. Tathra mungarina ingår i släktet Tathra och familjen syrsor. Inga underarter finns listade i Catalogue of Life.